# Estat Lara
L'Estat Lara és un dels 23 estats en què és dividida Veneçuela. La capital de l'estat és Barquisimeto.

## Municipis
1. Andrés Eloy Blanco (Sanare)
2. Crespo (Duaca)
3. Iribarren (Barquisimeto)
4. Jiménez (Quíbor)
5. Morán (El Tocuyo)
6. Palavecino (Cabudare)
7. Simón Planas (Sarare)
8. Torres (Carora)
9. Urdaneta (Siquisique)